# Хербаријум
Хербаријум (lat. herbarium) је, у ботаници, збирка очуваних примерака биљака, па се још назива и ботаничком збирком. Ови примерци могу да буду целе биљке или неки њихови делови. Обично се чувају у сувом облику, прикачене за лист папира, али у зависности од материјала такође се могу чувати и у алкохолу или другим презервативима.

## Израда хербаријума

### Припрема
- Припрема за прикупљање и хербаризовање биљака за збирку подразумева припрему личних ствари за терен, али и прибор и материјал за рад на терену, као и за рад у кабинету. Припрема подразумева и адекватан ниво знања из ботанике и екологије.
- Осим одговарајуће одеће и обуће, од личних ствари је могуће понети и прибор за прву помоћ и лекове, као и батеријску лампу.
- Прибор за рад на терену чине: пластичне и папирнате кесе, нож и лопатица за ископавање биљака, секира, тестера, вртларске маказе, како обичне, тако и оне са цевастом дршком, длето, чекић, кука, џепни ножић, лупа, пинцета, свеска, оловка, етикете, теглице, епрувете, хартија за пресовање и сушење биљака, компас, топографска карта, хербарске корице, хербарска прес-мрежа.
- Прибор за рад у кабинету чине: стона и бинокуларна лупа, прибор за дисекцију и препарирање биљака, хербарска хартија, трајне хербарске етикете, картон, кутије, коверте, бочице, кесе и наравно, потребна литература. У току пресовања биљака, али и касније у циљу чувања збирке, макар једном годишње је потребно користити сандук за дезинфекцију хербара. То је већи, оковани плехани сандук који је херметички затворен. На његово дно се поставља водоник-дисулфид у отвореној посуди тако да испарава и при томе уништава инсекте који нису пожељни у хербару. У овом сандуку биљке се оставе 24 часа.[2]

### Сакупљање биљака
Излазак на терен подразумева претходно планирање маршруте, како би се обишло што веће подручје и што разноврснија станишта. Са једног станишта се прикупља неколико примерака исте врсте у случају да се један примерак не испресује добро. Ово правило не важи за ретке и угрожене врсте. Потребно је, где је то могуће, узимати биљке са свим њиховим органима, а не тек цвет или лист. Такође, потребно је пазити да изданци не садрже превише листова, јер током пресовања ће се лепити један за други и теже ће се уочавати њихов облик и детаљи. Узимају се примерци средње величине, који су репрезентативнији од сувише великих или малих. Ради боље детерминације паразитских биљака, потребно их је узимати са домаћином. Пожељно је сваку биљку брати у различитим годишњим добима јер им се разликују фазе листања, цветања и плодоношења. Семена биљака се сакупљају у означене коверте. Код биљака чија је боја непостојана, односно, губи се у току пресовања, потребно је скицирати биљку или фиксирати цвет у теглицу. То се ради и код биљака које су тешке за детерминацију. Код маховина је битно прикупити и гаметофит и спорофит, а пресују се неколико дана тако што се мења хартија сваких неколико сати.

### Пресовање
Пре пресовања је потребно одстранити сувишне делове биљке, али тако да се не наруши њихов општи изглед. Заправо, смисао пресовања је да се биљка представи репрезентативно, па је потребно да у што већој мери она сачува свој облик и боју појединих органа. Зато се користе многе технике, па тако да би се сачувала боја листова четинара они се попаре кључалом водом или се на кратко време потопе у раствор алкохола. Тешкоће при пресовању постоје код подземних органа и највише код цветова, па се при томе користе посебни поступци, као и прибор, попут хигроскопне вате, на пример.

### Обрада материјала
Обрада материјала подразумева детерминацију биљака. И за овај поступак се користи одговарајући прибор, где значајније место заузима литература. То су заправо тзв. кључеви.

### Израда хербара
Које ће врсте чинити збирку зависи првенствено од њене намене, односно шта њоме треба да се прикаже. Обично се праве збирке врста једне области, али оне могу садржавати и само лековите или аутохтоне врсте на пример. Биљке се најчешће сортирају по таксономским групама. Ако је у питању већи хербаријум, могуће је направити каталог ради лакшег сналажења.

## Панчићев хербаријум
Herbarium Pancicianum је хербаријум коју је 1860. године Јосиф Панчић поклонио Београдском Лицеју и та година се узима као година оснивања првог Хербаријума у Србији. Данас је иницијални део Хербаријума Института за ботанику и Ботаничке баште Јевремовац, Биолошког факултета Универзитета у Београду, једног од најзначајнијих и најбогатијих хербаријума у југоисточној Европи. Постојање Панчићевог хербаријума дуго је у свету било под знаком питања, јер се мислило да је нестао.